# Municipio Fernando de Peñalver
El Municipio Fernando de Peñalver es uno de los 21 municipios que forman parte del Estado Anzoátegui, Venezuela. Está ubicado al noroeste de dicho Estado, tiene una superficie de 643 km² y una población de 36 271 habitantes (2023). El Municipio Peñalver está dividido en tres parroquias, Puerto Píritu, San Miguel y Sucre. Su capital es la ciudad de Puerto Píritu.
En su territorio se encuentran dos lagunas más grandes del Estado Anzoátegui, la Laguna de Puerto Píritu y la Laguna de Unare.

## Parroquias
1. Puerto Píritu
2. San Miguel
3. Sucre

## Política y gobierno

### Alcaldes
| Período                            | Alcalde            | Partido político / Alianza | % de votos | Notas |
| ---------------------------------- | ------------------ | -------------------------- | ---------- | --- |
| 1989 - 1992                        | Edgar Guaita       | AD                         | 40,18      | Primer alcalde bajo elecciones directas |
| 1992 - 1995                        | Edgar Guaita       | AD                         | 39,30      | Reelecto |
| 1995 - 2000                        | Francisco González | AD                         | -          | Segundo alcalde bajo elecciones directas (se realizaron elecciones generales adelantadas en el 2000 debido a la aprobación de la Constitución de 1999) |
| 2000 - 2004                        | Francisco González | AD                         | 70,39      | Reelecto |
| 2004 - 2008                        | Francisco González | AD                         | 42,07      | Reelecto |
| 2008 - 2013                        | Axel Rodríguez     | PSUV                       | 47,44      | Tercer alcalde bajo elecciones directas |
| 2013 - 2017                        | Jhonny Gagarin Dib | PSUV                       | 39,39      | Cuarto alcalde bajo elecciones directas |
| 2017 - 2021                        | Jhonny Gagarin Dib | PSUV                       | 50,70      | Reelecto |
| 2021 - 2025                        | Carlos Marcano     | Copei                      | 48,59      | Quinto alcalde bajo elecciones directas. Se incorpora a Fuerza Vecinal.                                                                                |
| 2025 - 2029                        | Jannette Calista   | PSUV                       | 60,53      | Sexto alcalde bajo elecciones directas |
| Fuente: Consejo Nacional Electoral |                    |                            |            | |

### Concejo Municipal
Período 2021 - 2025
| Concejales:      | Partido político / Alianza |
| ---------------- | -------------------------- |
| Anibal Medina    | Copei                      |
| José Millán      | Copei                      |
| Humberto Guerra  | PV                         |
| Pedro Labana     | Copei                      |
| Dennys Vargas    | PSUV                       |
| Vanessa Perfecto | PSUV                       |
| Pedro Calcurian  | (Representación Indígena)  |

Período 2025 - 2029
| Concejales:    | Partido político / Alianza |
| -------------- | -------------------------- |
| Rosa Fuentes   | PSUV                       |
| Rafael Barrios | PSUV                       |
| Dennys Vargas  | PSUV                       |
| Adriana Rangel | PSUV                       |
| Oscar Bolívar  | PSUV                       |
| Pedro Labana   | FV                         |
| Gemiro Manzano | (Representación Indígena)  |